# Luis Horvath
Luis Theo Horvath (* 12. Oktober 1996) ist ein ehemaliger österreichischer American-Football-Spieler auf der Safety- und Linebacker-Position.

## Werdegang
Horvath begann 2006 bei den Vikiddy Bears, einem Flag-Football-Team für Kinder in Wien, mit dem Gridiron Football. Ein Jahr später schloss er sich dem Nachwuchsprogramm der Vienna Vikings an und besuchte die Vikings Football Academy des Ballsportgymnasiums in Wien.  Zu Beginn seiner Karriere versuchte sich Horvath auf verschiedenen Positionen. Bevor er zum Safety wurde, hatte er auch als Wide Receiver, Tight End und Linebacker Erfahrungen gesammelt. Mit der Vikings U17-Mannschaft gewann er 2011 den Jugend Bowl XVIII gegen die Raiders Tirol. Bei den Junioren-Europameisterschaften 2013 und 2015 gewann er mit Österreich jeweils den Titel.
In der AFL-Saison 2015 debütierte Horvath in der Kampfmannschaft der Vikings. Nach Saisonende wurde er teamintern als Rookie des Jahres ausgezeichnet. 2017 absolvierte Horvath seinen Grundwehrdienst im Bundesheer und war dabei Teil des Heeressportprogramms, das es ausgewählten Athleten ermöglicht, ein Jahr als Profisportler zu trainieren und zu leben. Mit den Vikings wurde er 2017 zudem österreichischer Meister. In der AFL-Saison 2018 führte Horvath mit sieben Interceptions die österreichische Liga an und wurde daraufhin teamintern als Defense MVP ausgezeichnet. 2020 erzielte er in der aufgrund der Covid-19-Pandemie zu einer Best-of-Serie verkürzten Saison mit acht Tackles, einem Sack und drei Pass-Break-ups in drei Spielen zum Gewinn des Meistertitels bei. Im Herbst 2021 wurde er mit der österreichischen Nationalmannschaft Fünfter bei der Europameisterschaft 2021.
Für die Saison 2022 unterschrieb Horvath einen Vertrag bei den Vienna Vikings, die in dieser Spielzeit erstmals als Franchise in der European League of Football (ELF) antraten. In der regulären Saison trug er als Team-Kapitän und Stammspieler auf der Safety-Position mit unter anderem vier Turnover zum Conference-Sieg bei. Mit den Vikings erreichte er anschließend das Finale in Klagenfurt, das gegen die Hamburg Sea Devils mit 27:15 gewonnen wurde. Er wurde in das zweite ELF All-Star Team gewählt. Im November 2022 gaben die Vikings bekannt, Horvath mit einem Zweijahresvertrag ausgestattet zu haben.
Im Oktober 2024 gab Horvath sein Karriereende bekannt.

## Statistiken
| Jahr                                   | Team           | Spiele | Starts | Tackles | Tackles | Tackles | Tackles | Tackles | Passverteidigung | Passverteidigung | Passverteidigung | Passverteidigung | Fumbles | Fumbles | Fumbles |
| Jahr                                   | Team           | Spiele | Starts | Total   | Solo    | Ast     | TFL     | Sack    | INT              | Yds              | TD               | BrUp             | FF      | FR      | TD      |
| -------------------------------------- | -------------- | ------ | ------ | ------- | ------- | ------- | ------- | ------- | ---------------- | ---------------- | ---------------- | ---------------- | ------- | ------- | ------- |
| European League of Football            |                |        |        |         |         |         |         |         |                  |                  |                  |                  |         |         |         |
| 2022                                   | Vienna Vikings | 12     | 12     | 69      | 50      | 19      | 6,5     | 0,0     | 2                | 15               | 0                | 8                | 2       | 2       | 0       |
| 2023                                   | Vienna Vikings | 10     | 10     | 60      | 33      | 27      | 3,0     | 0,0     | 0                | 0                | 0                | 3                | 4       | 1       | 0       |
| 2024                                   | Vienna Vikings | 10     | 6      | 36      | 16      | 20      | 6,5     | 2,0     | 1                | 100              | 0                | 0                | 0       | 0       | 0       |
| ELF Gesamt                             | ELF Gesamt     | 32     | 28     | 165     | 99      | 66      | 16,0    | 2,0     | 3                | 115              | 0                | 11               | 6       | 3       | 0       |
| Quellen: stats.europeanleague.football |                |        |        |         |         |         |         |         |                  |                  |                  |                  |         |         |         |

| Jahr                                   | Team           | Spiele | Starts | Tackles | Tackles | Tackles | Tackles | Tackles | Passverteidigung | Passverteidigung | Passverteidigung | Passverteidigung | Fumbles | Fumbles | Fumbles |
| Jahr                                   | Team           | Spiele | Starts | Total   | Solo    | Ast     | TFL     | Sack    | INT              | Yds              | TD               | BrUp             | FF      | FR      | TD      |
| -------------------------------------- | -------------- | ------ | ------ | ------- | ------- | ------- | ------- | ------- | ---------------- | ---------------- | ---------------- | ---------------- | ------- | ------- | ------- |
| European League of Football            |                |        |        |         |         |         |         |         |                  |                  |                  |                  |         |         |         |
| 2022                                   | Vienna Vikings | 2      | 2      | 11      | 5       | 6       | 0,5     | 0       | 0                | 0                | 0                | 0                | 0       | 0       | 0       |
| 2023                                   | Vienna Vikings | 0      | 1      | 7       | 5       | 2       | 0,0     | 0       | 1                | 5                | 0                | 1                | 0       | 0       | 0       |
| 2024                                   | Vienna Vikings | 2      | 2      | 2       | 1       | 1       | 0,0     | 0       | 0                | 0                | 0                | 1                | 0       | 0       | 0       |
| ELF Gesamt                             | ELF Gesamt     | 4      | 5      | 20      | 11      | 9       | 0,5     | 0       | 1                | 5                | 0                | 2                | 0       | 0       | 0       |
| Quellen: stats.europeanleague.football |                |        |        |         |         |         |         |         |                  |                  |                  |                  |         |         |         |

## Berufliches
Horvath ist vom Beruf Physiotherapeut.